# Нг (диграф)
Нг, нг — кириллический диграф, используемый в карачаево-балкарском, кумыкском языках, а также использовался в нанайском языке.

## Использование
Входит в карачаево-балкарский алфавит на 19-й позиции, считается диграфом и используется для обозначения звука [ŋ]. 
Входит в кумыкский алфавит на 19-й позиции, также считается диграфом и обозначает тот же звук.
Также использовался в нанайском алфавите, пока не был заменён отдельной буквой ӈ, обозначал звук [ŋ].